# EurepGAP
EurepGAP es desde 2007 la antigua denominación del actual estándar GlobalGAP para productores agroalimentarios. Este cambio se decidió para reflejar el papel clave que representa a nivel mundial para establecer las buenas prácticas de agricultura entre proveedores y vendedores al detalle. EurepGAP era un estándar de administración de granjas creado a finales de 1990 por varias cadenas de supermercados europeas y sus proveedores más grandes. GAP es el acrónimo de Buenas Prácticas de Agricultura, Good Agricultural Practices por sus siglas en inglés. El objetivo era brindar un estándar de conformidad entre los diferentes proveedores de las tiendas al detalle, pues la falta de éste ocasionaba problemas entre los agricultores. Actualmente es el esquema de certificación más adoptado en el mundo. En la actualidad, la mayoría de los clientes de productos agrícolas en Europa solicitan una evidencia de la certificación EurepGAP como prerrequisito para hacer negocio.
estándar fue desarrollado utilizando los lineamientos de HACCP (Control de Riesgos y Puntos Críticos, HACCP por sus siglas en inglés) publicado por la Organización de las Naciones Unidas para la Agricultura y la Alimentación, y está gobernado por el esquema de la guía 65 de ISO. A diferencia de otros esquemas de certificación de granjas, tiene las reglas definitivas que deben seguir los encargados de plantación (Growers) y cada unidad de producción es evaluada por un auditor independiente. Estos auditores trabajan para compañías comerciales de certificación que cuentan con licencia de la Secretaría EurepGAP para realizar auditorías y entregar certificaciones cuando corresponda.